# Карпе Југулум
Карпе Југулум (енгл. Carpe Jugulum), 23. роман о Дисксвету британског аутора Тери Прачета. Шести део циклуса о вештицама из Ленкра.

## Тема
Вештице из Ленкра - Бака Ведервакс, Нана Ог, краљица Маграт (која се управо породила) и Агнес Нит - бране краљевство од инвазије вампира. У помоћ им прискаче збуњени млади свештеник по имену Моћан Овас.